# 细叶隐棱芹
细叶隐棱芹（学名：Aphanopleura capillifolia）为伞形科隐棱芹属的植物，是中国的特有植物。分布在中亚以及中国大陆的新疆等地，一般生于粘土坡地和砂质旷地，目前尚未由人工引种栽培。